# Strada statale 181 di Maida e Squillace
La ex strada statale 181 di Maida e Squillace (SS 181), ora strada provinciale 162/1 ex SS 181 Bivio SS 19 dir (prog.va km 0+000)-Cortale (prog.va km 14+300) (SP 162/1) dall'innesto con la SS 19 dir a Cortale e strada provinciale 162/2 ex SS 181 Cortale (prog.va km 14+300)-Girifalco-Squillace-SS 106 (prog.va km 44+400) (SP 162/2) da Cortale a Squillace Lido, è una strada provinciale italiana che si sviluppa nella provincia di Catanzaro.

## Storia
La strada statale 181 venne istituita nel 1953 con il seguente percorso: "Innesto presso la casa cantoniera di Maida con la diramazione della SS. n. 19 al bivio Pedadace - Incrocio con la SS. n. 106 - stazione di Squillace."

## Percorso
La strada ha origine dallo svincolo con la strada statale 19 dir delle Calabrie e raggiunge dopo un breve tratto l'abitato di Maida. Lungo il suo percorso attraversa Jacurso, Cortale, Girifalco e Amaroni prima di scendere verso il litorale ionico passando per Squillace e terminando presso la sua frazione costiera di Squillace Lido all'innesto con la strada statale 106 Jonica.
In seguito al decreto legislativo n. 112 del 1998, dal 2002 la gestione è passata dall'ANAS alla Regione Calabria, che ha provveduto al trasferimento dell'infrastruttura al demanio della Provincia di Catanzaro.